# José Luís Arnaut
José Luís Fazenda Arnaut Duarte ComIH • GCIH (Covilhã, 4 de março de 1963) é um advogado e político português. 
Ocupou cargos nos XV e XVI Governos de Portugal. 

## Biografia

### Percurso académico e profissional
Aos 24 anos concluiu a licenciatura em Direito, na Faculdade de Direito da Universidade Lusíada de Lisboa. 
Realizou o estágio de advocacia no escritório Pena, Machete & Associados, de que eram sócios Rui Pena e Rui Machete, e foi admitido na Ordem dos Advogados Portugueses em 1991.
Também no ano de 1991 obteve o Diploma de Estudos Especializados em Propriedade Industrial da Universidade Robert Schumann (Estrasburgo), na sequência do qual foi admitido como mandatário do Instituto Europeu de Patentes e do Instituto de Harmonização no Mercado Interno Europeu, em 1992. 
Dedicou a sua carreira à advocacia, passando também pela sociedade PMBGR - Pena, Machete, Botelho Moniz, Nobre Guedes, Ruiz & Associados, entre 1999 e 2002. 
No último desses anos foi um dos sócios fundadores da Rui Pena, Arnaut & Associados, sociedade que em janeiro de 2012 passou a integrar a maior organização europeia de sociedades de advogados, a CMS, dando origem à CMS Rui Pena & Arnaut, onde Arnaut é o atual Managing Partner, bem como membro do Comité Executivo da CMS Legal, a sexta maior sociedade de advogados europeia. 
Também foi vice-presidente da Associação Nacional de Jovens Advogados Portugueses, entre 1994 e 1998.
O governo de Aníbal Cavaco Silva — era Secretário de Estado da Cultura Pedro Santana Lopes — nomeou Arnaut para administrador da sociedade Lisboa 94 - Capital Europeia da Cultura, responsável pela organização deste evento na capital, em 1994. 
Colaborou, como professor convidado, no curso de Pós-Graduação em Direito Industrial da Faculdade de Direito da Universidade de Lisboa, lecionado nos anos de 1999-2000, 2007-2008 e 2009-2010.
No âmbito da sua atividade profissional foi distinguido em 2013 pela editora Chambers & Partners "European Leading Lawyers for Business" e "Leading Lawyer 2013" pela InterContinental Finance Magazine 500.

### Percurso político
Militante do Partido Social Democrata, foi eleito Deputado à Assembleia da República por este partido nas legislaturas iniciadas em 1999, 2002, 2005, 2009 e 2011, embora tenha assumido por duas vezes funções governativas, com José Manuel Durão Barroso (XV Governo Constitucional) e Pedro Santana Lopes (XVI Governo Constitucional); no primeiro como Ministro-Adjunto do Primeiro-Ministro — ficando, entre outras, com a tutela do Desporto e da Juventude — entre 2002 e 2004; e no segundo como Ministro das Cidades, Administração Local, Habitação e Desenvolvimento Regional, de 2004 a 2005. 
Em 2005-2009 e em 2009-2011 presidiu às comissões parlamentares de Negócios Estrangeiros e de Defesa Nacional, respetivamente. Foi membro da Assembleia Parlamentar da OTAN, onde integrou  a Comissão Permanente e a Comissão Política da Assembleia Parlamentar. Foi membro da Comissão Política e Presidente da Comissão de Rules of Procedure Privilegies da Assembleia Parlamentar da UEO. Foi membro da Assembleia Parlamentar do Conselho da Europa. Entre 2009 e 2010 foi igualmente presidente da Sub-Comissão Política de Desporto e Juventude da Assembleia Parlamentar do Conselho da Europa.
No interior do PSD foi apoiante da liderança de Marcelo Rebelo de Sousa e escolhido por este para coordenador da Comissão Política Nacional, entre 1996 e 1998. Com José Manuel Durão Barroso, que também apoiou, Arnaut foi eleito secretário-geral do PSD, cargo que desempenhou entre 1999 e 2004. Com Santana Lopes assumiu uma das vice-presidências da Comissão Política Nacional, entre 2004 e 2005. Foi presidente da Comissão de Relações Internacionais do PSD, entre 2008 e 2010, sob a liderança de Manuela Ferreira Leite. 
Foi ainda administrador do Instituto Francisco Sá Carneiro para o Desenvolvimento da Democracia 1996-1998 e 2005-2008. Foi membro do Bureau Político do PPE - Partido Popular Europeu entre 1998-2005 e 2008-2011.
Enquanto Ministro-Adjunto do Primeiro Ministro, José Luís Arnaut encabeçou a organização do Euro 2004 de futebol que se realizou em Portugal, tendo esta vindo a ser destacada pela UEFA como responsável pelo melhor Campeonado da Europa de Selecções da história da UEFA. Considerado primeiro responsável pelo sucesso do evento, José Luís Arnaut viria a ser convidado, no ano seguinte, pelos Ministros do Desporto dos cinco países com as maiores ligas da Europa: - Inglaterra, França, Itália, Alemanha e Espanha, sob proposta da Presidência Britânica do Conselho da União Europeia, para presidir a um estudo independente sobre a preservação do modelo europeu de desporto, que visava uniformizar a legislação nesta matéria entre os 47 países membros. O relatório "Independent European Sport Review", elaborado por José Luís Arnaut e que reuniu renomados especialistas europeus, foi aprovado por unanimidade pela Assembleia Parlamentar do Conselho da Europa e em Maio de 2006, o documento foi apresentado ao Governo, ao Parlamento Inglês e à Comissão Europeia, que criou as condições necessárias para o lançamento de um Livro Branco sobre o Desporto, em Julho de 2006.

### Outras funções
É membro do Conselho Consultivo do Observatório Europeu das Infracções aos Direitos de Propriedade Intelectual do Instituto de Harmonização no Mercado Interno, desde Dezembro de 2012. É membro de várias associações internacionais relacionadas com a sua área de prática profissional, nas quais, já ocupou cargos de destaque (INTA- International Trademark Association, AIPPI - Association Internationale pour la Protection de la Propriété Industrielle, FICPI - Fédération Internationale de Conseils en Propriété Industrielle, ECTA - European Communities Trade Mark Association e PTMG - Pharmaceutical Trade Marks Group);  Membro da ABA - American Bar Association desde 1996. 
É Membro do Conseil des Sages da Fundação – Doha Freedom of Information Center, presidido por Sua Alteza Real Sheikha Mozah do Qatar, desde 2008. É Presidente do Subcomité LIDE Direito e Justiça desde Abril de 2012; Presidente da Assembleia Geral da Federação Portuguesa de Futebol, desde Dezembro de 2011; Presidente da Associação de Amizade Portugal-Qatar, desde Abril de 2009. É Membro do Conselho de Administração e Conselheiro de diversas empresas.
Em 2014 foi nomeado um dos 18 members do "International Advisory Board" do banco norte-americano Goldman Sachs, onde esteve na origem da decisão de financiar em 680 milhões de euros o Banco Espírito Santo, semanas antes de o banco ser intervencionado, o que culminou na perda do valor desse empréstimo.
Em 2017, esteve presente na conferência anual do Clube de Bilderberg, realizada na localidade de Chantilly, no estado norte-americano de Virgínia.

### Comentário político
Foi comentador da SIC Notícias na rubrica Frente-a-Frente do "Jornal das 9" e é cronista político na Antena 1, no programa "Conselho Superior".

### Casamentos
Casou primeira vez com Ana Maria Infante da Câmara Trigueiros de Aragão (Lisboa, Benfica, 6 de Setembro de 1966), trineta do 1.º Conde de Idanha-a-Nova e 1.º Visconde do Outeiro e do 2.º Conde da Idanha-a-Nova e 5.ª neta do 1.º Conde de Oliveira dos Arcos da qual se divorciou
Casou a 9 de Julho de 2005 com Maria Salgado de Herédia (Lisboa, São Domingos de Benfica, 6 de Dezembro de 1965), trineta do 1.º Visconde da Ribeira Brava, da qual se separou em 2019.

## Condecorações
- Comendador da Ordem do Infante D. Henrique de Portugal (24 de Maio de 1995)[3]
- Grã-Cruz da Ordem Nacional do Cruzeiro do Sul do Brasil (16 de Setembro de 2003)[4]
- Grã-Cruz da Ordem do Infante D. Henrique de Portugal (21 de Abril de 2005)[3]
- Cavaleiro da Ordem Nacional da Legião de Honra de França (? de ? de 2006) - agraciado pelo Presidente da República de França
- Grã-Cruz da Ordem do Mérito da Lituânia (? de ? de 2007) - agraciado pelo Presidente da República da Lituânia

## Obras publicadas
Autor e co-autor de diversas publicações: 
- ARNAUT, José Luís; MIOLUDO, João Paulo; GUIA, Diogo; Marcas & Patentes Legislação, Lisboa, Texto Editora, 200
- ARNAUT, José Luís, “Livro Verde sobre a Patente Comunitária e o Sistema de Patentes na Europa”, Seminário do INPI, Lisboa, 1998
- ARNAUT, José Luís, “A Marca Comunitária na União Europeia” – do XVI Seminário Nacional de Propriedade Intelectual da ABPI, São Paulo, Brasil, 1996
- ARNAUT, José Luís, “Recursos Judiciais das Decisões do INPI”, Seminário da Propriedade Industrial, INPI, 1995
- ARNAUT, José Luís (co-autor) do capítulo sobre “Portugal”, publicado no International Protection of Intellectual Property Rights, do Center for International Legal Studies de Viena, 1995
- ARNAUT, José Luís, “License and Distribution Agreements in Portugal”, Gazette Law Society House, London, 1993
- ARNAUT, José Luís, “La Marque Tridimensionelle en Droit Portugais”, Université Robert Schuman, Strasbourg, 1990

## Funções governamentais exercidas
- XV Governo Constitucional
  - Ministro Adjunto do Primeiro-ministro
- XVI Governo Constitucional
  - Ministro das Cidades, Administração Local, Habitação e Desenvolvimento Regional